# Rhinopithecus strykeri
Rhinopithecus strykeri (vernáculo artificial: macaco-de-nariz-empinado-birmanês) é uma espécie de primata da família Cercopithecidae, endêmica de Mianmar. A população conhecida é estimada em 260-330 indivíduos.
Ele é conhecido como "macaco que espirra" porque ele realmente espirra todas as vezes que chove.